# Bernard il Dani
Bernard il Dani (in francese: Bernard le Danois) (880 circa – prima del 960) è stato uno jarl vichingo di origine danese.

## Biografia
Si mise al servizio di un altro jarl insediato alla foce della Senna, Rollone (prima del 911), e, in seguito al Trattato di Saint-Clair-sur-Epte che dava ufficialmente vita al Ducato di Normandia (911), si convertì al Cristianesimo a Rouen nel 912. Poco dopo ricevette da Rollone il titolo di conte prima di Pont-Audemer a Roumois (oggi nel dipartimento dell'Eure), e poi di Harcourt.
Sotto Rollone e sotto il suo successore Guglielmo I di Normandia Bernard fu incaricato, poco dopo il 930, di reprimere una rivolta guidata da un certo Riouf (un normanno dell'ovest che aveva assediato il duca a Rouen). Attorno al 935 sedò una rivolta nel Bessin e nel Cotentin mossa dalle comunità vichinghe indipendenti della parte occidentale del giovane e debole ducato, mentre nella parte orientale il potere era ben saldo.
Dopo la prematura morte di Guglielmo I, che fu assassinato, Bernard divenne reggente del ducato di Normandia nel dicembre del 942, assieme ad Anslech de Bricquebec, Osmond de Conteville e Raoul Taisson.
Nel 945-946 Bernard chiese ad Aroldo I di Danimarca ed ai suoi Dani di difendere il ducato quando fu attaccato dal re carolingio Luigi IV di Francia e da Ugo il Grande, duca dei Franchi. Luigi stava cercando di riconquistare le terre della Normandia occidentale, garantitegli da bande vichinghe trent'anni prima.
Bernard morì pochi anni dopo (prima del 960): fu l'antenato di due grandi famiglie baronali Anglo-Normanne, i Beaumont e gli Harcourt.